# Coppa del Presidente 2015 (pallacanestro maschile)
La Coppa del Presidente 2015  è la 31ª Coppa del Presidente di pallacanestro maschile.
La partita è stata disputata il 7 ottobre 2015 tra il Karşıyaka, campione di Turchia 2014-15 e l'Anadolu Efes vincitore della Coppa di Turchia 2014-15.

## Finale
| Arbitri: | Mehmet Keseratar Murat Biricik Osman İşgüder |

| |            | |
| Ju. Carter 26 | Punti      | 18 Batuk |
| Carter 4 | Assist     | 6 Heurtel |
| Gabriel 10 | Rimbalzi   | 8 Dunston |
| 3 Palacios• 4 Iverson• 5 Baygül• 9 Güven• 10 Altıntığ• 11 Ju. Carter• 12 Koç• 21 Gönlüm• 22 Gabriel• 23 Jo. Carter• 25 Sipahi• 34 Şentürk | Formazioni | 3 Baykan• 4 Balbay• 5 Brown• 8 Batuk• 9 Šarić• 10 Korkmaz• 15 Granger• 31 Heurtel• 33 Diebler• 41 Koşut• 42 Dunston• 44 Düverioğlu |
| Ufuk Sarıca | Allenatori | Dušan Ivković |